# Piacenza Sportiva 1946-1947
Questa pagina raccoglie le informazioni riguardanti la Piacenza Sportiva nelle competizioni ufficiali della stagione 1946-1947.

## Competizioni
Dopo il quarto posto nel girone B del campionato Serie B-C Alta Italia 1945-1946, la formazione emiliana viene ammessa al campionato di Serie B 1946-1947, articolato su tre gironi. 
La rosa viene profondamente modificata, anche a causa della partenza dei giocatori in prestito (tra cui Sandro Puppo e Luigi Ganelli). 
Il nuovo allenatore è Giuseppe Marchi, ex calciatore del Milan e in passato sulla panchina del Fanfulla. 
Dopo una prima parte di stagione condotta nelle prime posizioni, la squadra si assesta a centroclassifica, anche a causa della mancanza di un attaccante con caratteristiche di cannoniere.

## Rosa
| N. |                   | Ruolo | Calciatore                |
| -- | ----------------- | ----- | ------------------------- |
|    | Italia (bandiera) | P     | Paolo Manfredini          |
|    | Italia (bandiera) | P     | Furio Scarpellini         |
|    | Italia (bandiera) | D     | Bruno Genti               |
|    | Italia (bandiera) | D     | Giovanni Luciano Molaschi |
|    | Italia (bandiera) | D     | Adelmo Toffanetti         |
|    | Italia (bandiera) | D     | Franco Torreggiani        |
|    | Italia (bandiera) | D     | Franco Ventura            |
|    | Italia (bandiera) | C     | Silvio Agosti             |
|    | Italia (bandiera) | C     | Francesco Bergamasco      |
|    | Italia (bandiera) | C     | Mario Codevilla           |
|    | Italia (bandiera) | C     | Vincenzo Coltella         |
|    | Italia (bandiera) | C     | Ettore Corvi              |
|    | Italia (bandiera) | C     | Francesco Fiorani         |

| N. |                   | Ruolo | Calciatore          |
| -- | ----------------- | ----- | ------------------- |
|    | Italia (bandiera) | C     | Mario Magotti       |
|    | Italia (bandiera) | C     | Francesco Paredi    |
|    | Italia (bandiera) | C     | Antonio Resmini     |
|    | Italia (bandiera) | C     | Gino Vaghini (C)    |
|    | Italia (bandiera) | C     | Giuseppe Vairo      |
|    | Italia (bandiera) | A     | Carlo Di Tullio     |
|    | Italia (bandiera) | A     | Cornelio Marchetto  |
|    | Italia (bandiera) | A     | Adriano Minelli     |
|    | Italia (bandiera) | A     | Rino Musini         |
|    | Italia (bandiera) | A     | Silvio Naldi        |
|    | Italia (bandiera) | A     | Aventino Pavese     |
|    | Italia (bandiera) | A     | Sallustio Stombelli |

## Risultati

### Girone di andata
| Arbitro: | Pieri (Trieste) |

|                             |           |             |
| Bertolin 20’ De Lazzari 51’ | Marcatori | 45’ Fiorani |

| Piacenza 29 settembre 1946 2ª giornata | Piacenza          | 0 – 0 | Treviso | Barriera Genova\| Arbitro: \| Matucci (Seregno) \| |
| Arbitro:                               | Matucci (Seregno) |       |         |                                                    |

| Arbitro: | Zelocchi (Modena) |

|  |           |                           |
|  | Marcatori | 57’, 73’ (rig.) Marchetto |

| Arbitro: | Dellarole (Vercelli) |

|                         |           |           |
| Ganassi 49’ Peruzzo 89’ | Marcatori | 68’ Naldi |

| Arbitro: | Cecconi (Padova) |

|                        |           |             |
| Vaghini 68’ Pavese 75’ | Marcatori | 5’ Ulivieri |

| Arbitro: | Valsecchi (Milano) |

|          |           |  |
| Lodi 60’ | Marcatori |  |

| 3 novembre 1946 7ª giornata |  | – Turno di riposo |  |  |

| Arbitro: | Caprioli (Varese) |

|                   |           |  |
| Marchetto 2’, 50’ | Marcatori |  |

| Arbitro: | Melioli (Genova) |

|  |           |                           |
|  | Marcatori | 22’ Marchetto 87’ Fiorani |

| Arbitro: | Selva (Torino) |

|                               |           |                |
| Marchetto 9’, 76’ Fiorani 81’ | Marcatori | 16’, 89’ Spini |

| Arbitro: | Barbieri (Milano) |

|                              |           |  |
| Coltella 30’ Pavese 56’, 75’ | Marcatori |  |

| Arbitro: | Zago (Belluno) |

|                             |           |             |
| Servello 33’ G. Auletta 86’ | Marcatori | 24’ Fiorani |

| Udine 15 dicembre 1946 13ª giornata | Udinese        | 0 – 0 | Piacenza | Stadio Moretti\| Arbitro: \| Loda (Brescia) \| |
| Arbitro:                            | Loda (Brescia) |       |          |                                                |

| Arbitro: | Codeluppi (Lodi) |

|             |           |  |
| Fiorani 52’ | Marcatori |  |

| Arbitro: | Cambi (Livorno) |

|           |           |                    |
| Genti 62’ | Marcatori | 71’ (aut.) Fiorani |

| Mantova 1º gennaio 1947 16ª giornata | Suzzara            | 0 – 0 | Piacenza | Stadio John Robert Nation\| Arbitro: \| Marchetti (Milano) \| |
| Arbitro:                             | Marchetti (Milano) |       |          |                                                               |

| Arbitro: | Cicardi (Lecco) |

|  |           |                       |
|  | Marcatori | 5’, 65’, 89’ Cattaneo |

| Arbitro: | Meniconi (Macerata) |

|  |           |               |
|  | Marcatori | 45’ Marchetto |

| Arbitro: | Balestrino (Oneglia) |

|  |           |                       |
|  | Marcatori | 10’ Conti 68’ Miniati |

| Mantova 26 gennaio 1947 20ª giornata | Mantova          | 0 – 0 | Piacenza | Stadio John Robert Nation\| Arbitro: \| Tibaldi (Savona) \| |
| Arbitro:                             | Tibaldi (Savona) |       |          |                                                             |

| Arbitro: | Coppolone (Bari) |

|               |           |  |
| Di Tullio 27’ | Marcatori |  |

### Girone di ritorno
| Arbitro: | Franzi (Vercelli) |

|                            |           |  |
| Bergamasco 78’ Minelli 83’ | Marcatori |  |

| Arbitro: | Masseroni (Milano) |

|             |           |  |
| Baradel 16’ | Marcatori |  |

| Arbitro: | Boffardi (Genova) |

|           |           |  |
| Naldi 54’ | Marcatori |  |

| Arbitro: | Codeluppi (Lodi) |

|             |           |             |
| Minelli 59’ | Marcatori | 39’ Peruzzo |

| Arbitro: | Maurelli (Roma) |

|                                                         |           |                         |
| Innocenti 26’ Lorenzi 37’ Marzani 52’ Paredi 69’ (aut.) | Marcatori | 19’ Pavese 81’ Coltella |

| Arbitro: | Scotti (Taranto) |

|                          |           |              |
| Coltella 72’ Minelli 86’ | Marcatori | 30’ Bizzotto |

| 30 marzo 1947 28ª giornata |  | – Turno di riposo |  |  |

| Arbitro: | Pasinetti (Roma) |

|                                             |           |  |
| Zavatti 18’, 25’ Perugini 40’ Ghirlanda 74’ | Marcatori |  |

| Arbitro: | Canavesio (Torino) |

|            |           |  |
| Minelli 6’ | Marcatori |  |

| Arbitro: | Coppolone (Bari) |

|                              |           |  |
| Rambaldi 64’ (rig.) Moro 81’ | Marcatori |  |

| Pisa 25 aprile 1947 32ª giornata | Pisa             | 0 – 0 | Piacenza | Stadio Arena Garibaldi\| Arbitro: \| Codeluppi (Lodi) \| |
| Arbitro:                         | Codeluppi (Lodi) |       |          |                                                          |

| Arbitro: | Rossi (Arezzo) |

|                            |           |  |
| Codevilla 3’ Marchetto 80’ | Marcatori |  |

| Arbitro: | Barbieri (Milano) |

|                    |           |  |
| Gremese 89’ (aut.) | Marcatori |  |

| Arbitro: | Marchetti (Milano) |

|                |           |  |
| Conti 29’, 61’ | Marcatori |  |

| Arbitro: | Moradei (Trieste) |

|                           |           |  |
| Cremonesi 15’ Zennaro 17’ | Marcatori |  |

| Arbitro: | Anichini (Firenze) |

|  |           |               |
|  | Marcatori | 42’ Corradini |

| Cremona 8 giugno 1947 38ª giornata | Cremonese                 | 0 – 0 | Piacenza | Stadio Giovanni Zini\| Arbitro: \| Rosso (Casale Monferrato) \| |
| Arbitro:                           | Rosso (Casale Monferrato) |       |          |                                                                 |

| Arbitro: | Verzetti (Alessandria) |

|                          |           |                              |
| Marchetto 64’ Pavese 85’ | Marcatori | 68’ (aut.) Genti 80’ Becagli |

| Arbitro: | Loda (Brescia) |

|           |           |  |
| Coppa 49’ | Marcatori |  |

| Arbitro: | Prandi (Roma) |

|                         |           |                                                 |
| Pavese 10’ Coltella 74’ | Marcatori | 3’ (aut.) Toffanetti 30’ Frattini 42’ Trevisani |

| Arbitro: | Limido (Milano) |

|                                               |           |  |
| Compagnucci 52’, 76’ Trevisani 56’ Varoli 61’ | Marcatori |  |

## Calciomercato[7]
| Acquisti | Acquisti             | Acquisti                    | Acquisti   |
| R.       | Nome                 | da                          | Modalità   |
| -------- | -------------------- | --------------------------- | ---------- |
| P        | Paolo Manfredini     | Trancerie Mossina Guastalla |            |
| P        | Furio Scarpellini    | Pisa                        |            |
| D        | Bruno Genti          | Cuneo                       |            |
| D        | Franco Ventura       | Milan                       |            |
| C        | Francesco Bergamasco | Casale                      |            |
| C        | Vincenzo Coltella    | Pro Vercelli                |            |
| C        | Mario Codevilla      | Inter                       | definitivo |
| C        | Mario Magotti        | Modena                      |            |
| C        | Francesco Paredi     | Atalanta                    |            |
| A        | Cornelio Marchetto   | Asti                        |            |
| A        | Adriano Minelli      | Bari                        | definitivo |
| A        | Silvio Naldi         | Bologna                     | prestito   |
| A        | Aventino Pavese      | Asti                        | [ 10 ]     |
| A        | Sallustio Stombelli  | Atalanta                    |            |

| Cessioni | Cessioni           | Cessioni    | Cessioni        |
| R.       | Nome               | a           | Modalità        |
| -------- | ------------------ | ----------- | --------------- |
| P        | Carlo Borghesio    | Varese      | fine prestito   |
| P        | Pietro Sibella     | Olubra      | [ 11 ]          |
| D        | Cesare Ghigini     | Fiorenzuola |                 |
| D        | Edmondo Mazzocchi  | Olubra      | [ 11 ]          |
| D        | Angelo Simontacchi | Gallaratese |                 |
| C        | Angelo Brandolini  | Fiorenzuola |                 |
| C        | Angelo Fregosi     |             | in lista trasf. |
| C        | Luigi Ganelli      | Napoli      | fine prestito   |
| C        | Sandro Puppo       | Venezia     | fine prestito   |
| A        | Franco Concesi     | Parma       |                 |
| A        | Vittorio Falconi   |             |                 |
| A        | Giovanni Gaddoni   | Genoa       |                 |
| A        | Otello Zironi      | Parma       |                 |

## Statistiche

### Statistiche di squadra
Fonte:
| Competizione | Punti | Totale | Totale | Totale | Totale | Totale | Totale | DR |
| Competizione | Punti | G      | V      | N      | P      | Gf     | Gs     | DR |
| ------------ | ----- | ------ | ------ | ------ | ------ | ------ | ------ | -- |
| Serie B      | 39    | 40     | 15     | 9      | 16     | 37     | 44     | -7 |

### Statistiche dei giocatori[7]
| Giocatore      | Serie B  | Serie B | Serie B     | Serie B    |
| Giocatore      | Presenze | Reti    | Ammonizioni | Espulsioni |
| -------------- | -------- | ------- | ----------- | ---------- |
| S. Agosti      | 1        | 0       | ?           | ?          |
| F. Bergamasco  | 38       | 1       | ?           | ?          |
| M. Codevilla   | 17       | 1       | ?           | ?          |
| V. Coltella    | 27       | 4       | ?           | ?          |
| E. Corvi       | 1        | 0       | ?           | ?          |
| C. Di Tullio   | 26       | 1       | ?           | ?          |
| F. Fiorani     | 27       | 5       | ?           | ?          |
| B. Genti       | 37       | 1       | ?           | ?          |
| M. Magotti     | 28       | 0       | ?           | ?          |
| P. Manfredini  | 36       | -38     | ?           | ?          |
| C. Marchetto   | 33       | 10      | ?           | ?          |
| A. Minelli     | 15       | 4       | ?           | ?          |
| G. Molaschi    | 5        | 0       | ?           | ?          |
| R. Musini      | 1        | 0       | ?           | ?          |
| S. Naldi       | 24       | 2       | ?           | ?          |
| F. Paredi      | 23       | 0       | ?           | ?          |
| A. Pavese      | 26       | 6       | ?           | ?          |
| A. Resmini     | 1        | 0       | ?           | ?          |
| F. Scarpellini | 4        | -6      | ?           | ?          |
| S. Stombelli   | 1        | 0       | ?           | ?          |
| A. Toffanetti  | 36       | 0       | ?           | ?          |
| F. Torreggiani | 2        | 0       | ?           | ?          |
| G. Vaghini     | 30       | 1       | ?           | ?          |
| G. Vairo       | 1        | 0       | ?           | ?          |
| F. Ventura     | 0        | 0       | ?           | ?          |